# Józef Huczek
Józef Jan Huczek (ur. 16 marca 1935 w Bielsku, zm. 3 stycznia 1972 w Szczyrku) – polski skoczek narciarski, olimpijczyk z igrzysk w Cortinie d’Ampezzo. Syn Józefa i Elżbiety Cembala.

## Przebieg kariery

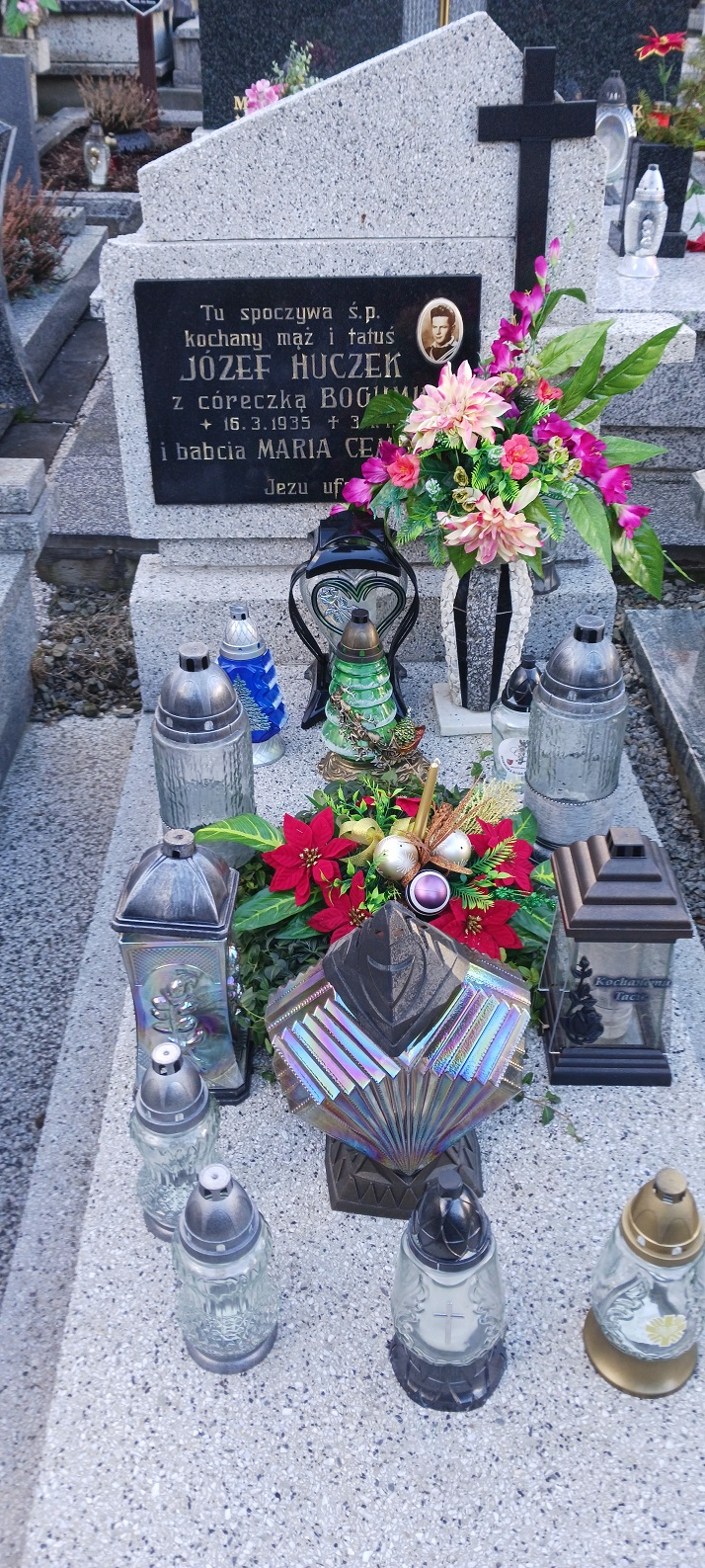
Grób olimpijczyka Józefa Huczka

W 1955 miał szansę na medal mistrzostw Polski, lecz po dobrym skoku w pierwszej serii, w drugiej upadł.
Na igrzyskach olimpijskich w 1956 roku wystartował w konkursie skoków narciarskich na skoczni normalnej i uplasował się na 30. miejscu. Skoczył 70,5 m i 67 m i miał notę łączną 185 pkt.
W sezonie 1956/1957 wziął udział w Turnieju Czterech Skoczni. W Oberstdorfie był 13., w Innsbrucku 35. i 22. w Garmisch-Partenkirchen.
Rok później zajął w Turnieju 45. pozycję z 375,8 pkt. W Oberstdorfie był 36., a w Ga-Pa 26.

## Igrzyska olimpijskie
| 1956 Cortina d’Ampezzo | – | 30. miejsce |

### Starty J. Huczka na igrzyskach olimpijskich – szczegółowo
| Miejsce | Dzień    | Rok  | Miejscowość       | Skocznia          | Konkurs  | Skok 1 | Skok 2 | Nota      | Strata   | Zwycięzca       |
| ------- | -------- | ---- | ----------------- | ----------------- | -------- | ------ | ------ | --------- | -------- | --------------- |
| 30.     | 5 lutego | 1956 | Cortina d’Ampezzo | Trampolino Italia | indywid. | 70,5 m | 67,0 m | 185,0 pkt | 42,0 pkt | Antti Hyvärinen |

## Turniej Czterech Skoczni
| 5. Turniej Czterech Skoczni |                        |                        |               |       |
| Oberstdorf                  | Innsbruck              | Garmisch-Partenkirchen | Bischofshofen | klas. |
| 13                          | 35                     | 22                     | 31            | 46    |
| 6. Turniej Czterech Skoczni |                        |                        |               |       |
| Oberstdorf                  | Garmisch-Partenkirchen | Innsbruck              | Bischofshofen | klas. |
| 36                          | 26                     | -                      | -             | 45    |